# Nennius
Nennius, někdy uváděn též jako Nemnius nebo Nemnivus, byl velšský mnich z 9. století. Bývá označován za autora významného latinského spisu Historia Brittonum, který sehrál zásadní roli při tvorbě artušovské legendy (obsahuje vůbec nejstarší známou informaci o králi Artušovi). Odhaduje se, že text dokončil okolo roku 830. Nennius o sobě píše v předmluvě knihy, někteří však upozorňují, že předmluva mohla být připojena později (její nejstarší výskyt pochází z 12. století) a Nennius nemusí být autorem celého textu. Klíčovým zdrojem informací byl pro autora Gildasův starší text De Excidio et Conquestu Britanniae. Nennius v textu projevuje jistý protonacionalismus a dává velký prostor pohanským (keltským) legendám, ač je křesťanem. V předmluvě o sobě Nennius píše, že je žákem Elvoduguse. Historici se domnívají, že šlo o velšského biskupa Elfodda.